# Брукдејл (Њу Џерзи)
Брукдејл (енгл. Brookdale) насељено је место без административног статуса у америчкој савезној држави Њу Џерзи.

## Демографија
По попису из 2010. године број становника је 9.239.
| Група             | 2000.    | 2010.         |
| Белци             | 0 (0,0%) | 6.415 (69,4%) |
| Афроамериканци    | 0 (0,0%) | 458 (5,0%)    |
| Азијати           | 0 (0,0%) | 1.132 (12,3%) |
| Хиспаноамериканци | 0 (0,0%) | 1.085 (11,7%) |
| Укупно            | 0        | 9.239         |